# Ditrichum immersum
Ditrichum immersum är en bladmossart som beskrevs av Zanten in Zinderen Bakker, Winterbottom och Robert Allen Dyer 1971. Ditrichum immersum ingår i släktet grusmossor, och familjen Ditrichaceae. Inga underarter finns listade i Catalogue of Life.